# Znečištění vody

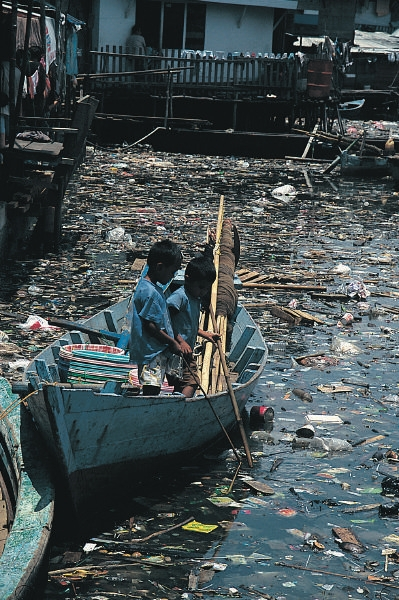
Znečištění vody pevným odpadem

Znečištění vody je jeden z největších problémů současného světa; výrazně totiž omezuje přístup určité části lidské populace k pitné vodě. Znečištěním vodních toků a nádrží se zhoršuje kvalita vodních ekosystémů i ekosystémů v jejich okolí. Znečištění vody lze v některých případech omezit metodami čištění odpadních vod. Bez pitné vody se omezuje kvalita života.

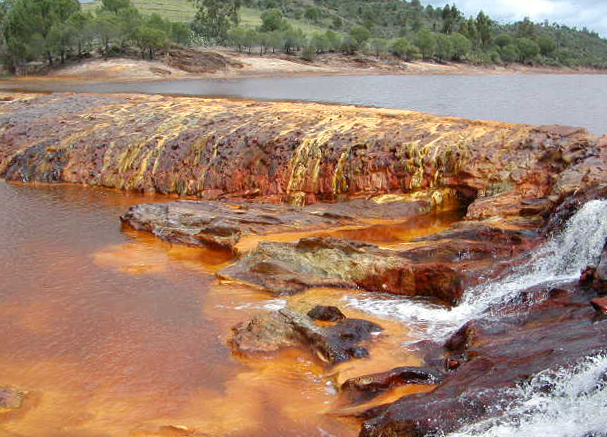
Voda přirozeně zbarvená železem, Rio Tinto, Španělsko

Znečištění vody je velký celosvětový problém. Je hlavní příčinou úmrtí a onemocnění. Více než 14 000 lidí denně zemře v důsledku znečištění vody. Kromě toho, že existují akutní problémy se znečištěním vody v rozvojových zemích, potýkají se i vyspělé země se stejnými problémy. V poslední národní zprávě o jakosti vod ve Spojených státech, 45 % délky vodních toků, 47 % jezer a 32 % hodnocených zálivů bylo klasifikováno jako znečištěné.

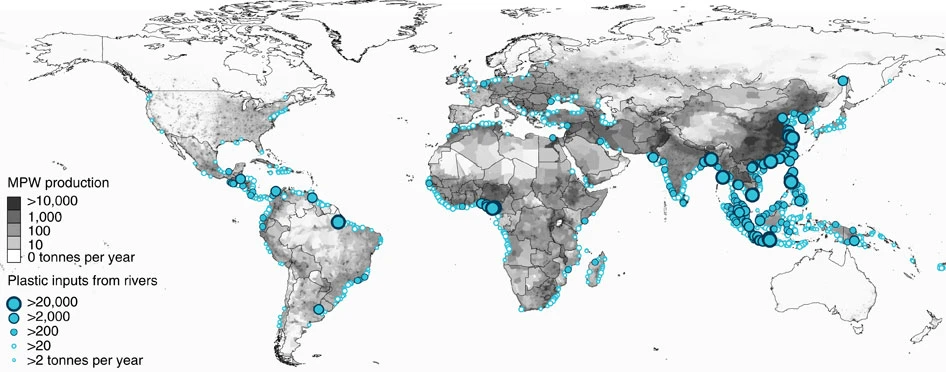
Mapa produkce plastů a jejich toku do oceánů.

Voda je obvykle označována jako znečištěná, když je narušena antropogenní kontaminací a není pitná nebo prochází výraznou změnou s následkem omezené biodiverzity či přežití vodních organismů vůbec. Přírodní jevy, jako jsou sopky, přemnožení řas a sinic, bouře, zemětřesení způsobují také značné změny v kvalitě vody a ekologickém stavu vod. Znečišťování vody má mnoho příčin a různé charakteristiky.

## Znečištění vody – kategorizace
Povrchové a podzemní vody byly často studovány a posuzovány samostatně, i když jsou propojené.

### Rozdělení podle lokalizace

#### Bodové zdroje znečištění
Bodové zdroje znečištění jsou zdroje, jejichž poloha je jednoznačně definovatelná vzhledem k toku. Patří sem zejména zdroje komunální, tedy výusti čistíren odpadních vod, volné výusti kanalizace popř. dešťová odlehčení. Podle původu odpadních vod lze pak další vypouštění rozdělit průmyslové (například potravinářství), ze zemědělství a vypouštění ostatní (z báňského průmyslu, energetiky, rybníkářství a jiné). Samostatnou kategorii představuje znečištění povrchových vod způsobené haváriemi (tzv. havarijní znečištění).

#### Nebodové (difuzní) zdroje znečištění
Znečištění nebodového zdroje označuje rozptýlenou kontaminaci, která nepochází z jednoho samostatného zdroje. Tento typ znečištění je často kumulativním účinkem malého množství znečišťujících látek shromážděných z velké oblasti. Běžným příkladem je vyluhování sloučenin dusíku z oplodněné zemědělské půdy. Odtok živin přes zemědělskou oblast nebo les je také uváděn jako příklady znečištění z jiných než bodových zdrojů.

#### Znečištění podzemních vod
Interakce mezi podzemními a povrchovými vodami jsou složité. Znečištění (kontaminace) podzemních vod nelze zjistit ani určit tak snadno jako znečištění povrchových vod. Podzemní vody jsou náchylné ke kontaminaci ze zdrojů, které nemohou ovlivnit povrchové vody, a na rozdíl od plošného znečištění je zdroj irelevantní. Unikající chemikálie kontaminující půdu daleko od povrchových vod nemusejí nutně působit místní znečištění nebo rozptýlené znečištění. Přesto mohou kontaminovat podzemní vody. Analýzu kontaminace podzemních vod lze zaměřit na povahu kontaminace i na vlastnosti půdy.

### Rozdělení podle povahy znečištění
- půdními a jílovitými částicemi, např. následkem eroze
- eutrofizace
- toxickými látkami
- znečištění anorganickými průmyslovými kaly
- průmyslovými tuky a oleji
- radioaktivitou
- teplem
- mikrobiálním znečištěním (patogenními zárodky)

### Rozdělení podle specifického zdroje

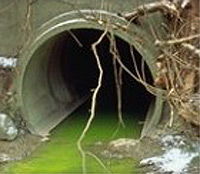
Eutrofizovaná voda

- zemědělství
- doprava
- těžba
- průmyslová výroba a skladování
- služby
- přirozené zdroje
- havarijní znečištění

### Zemědělství

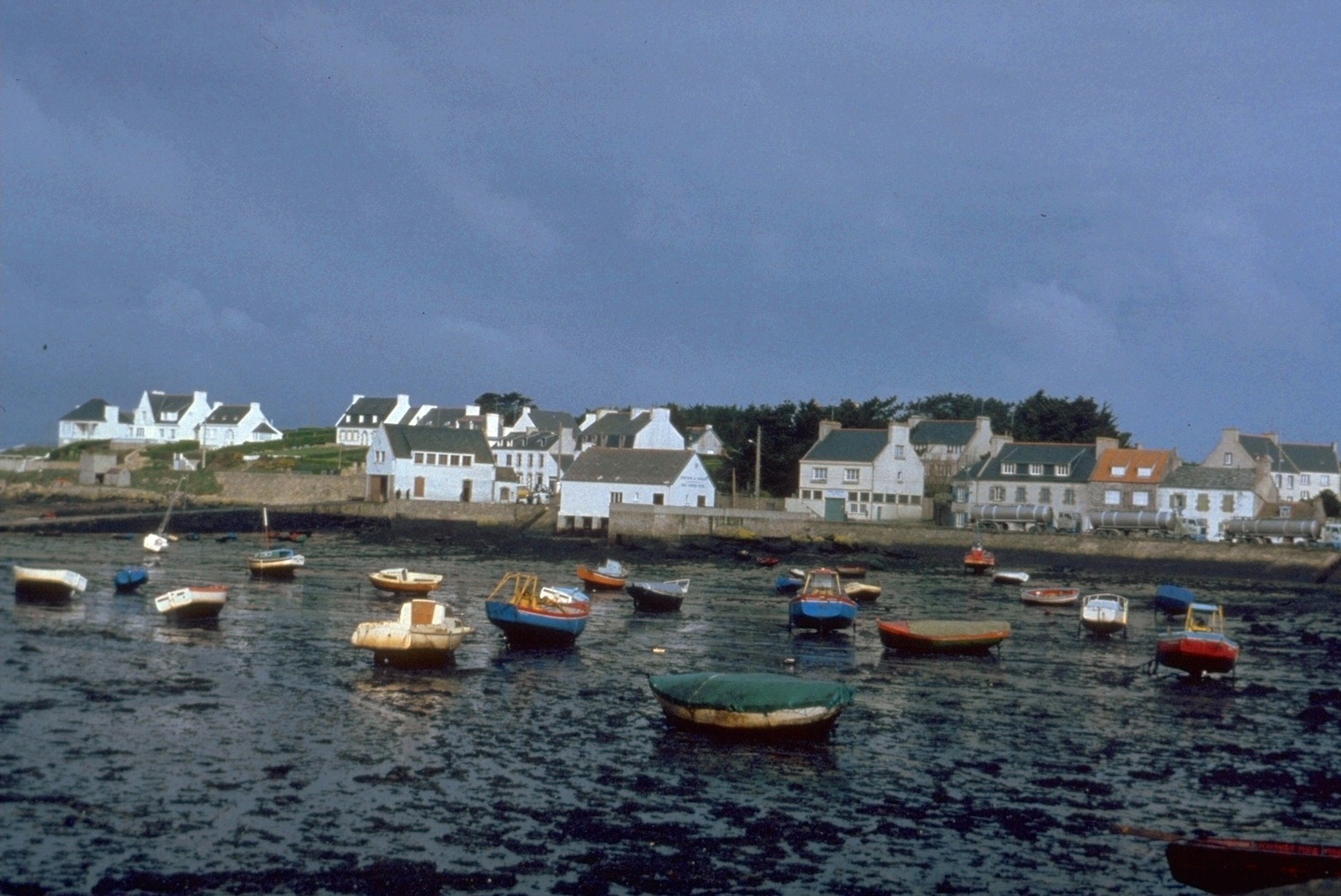
Znečištění ropou

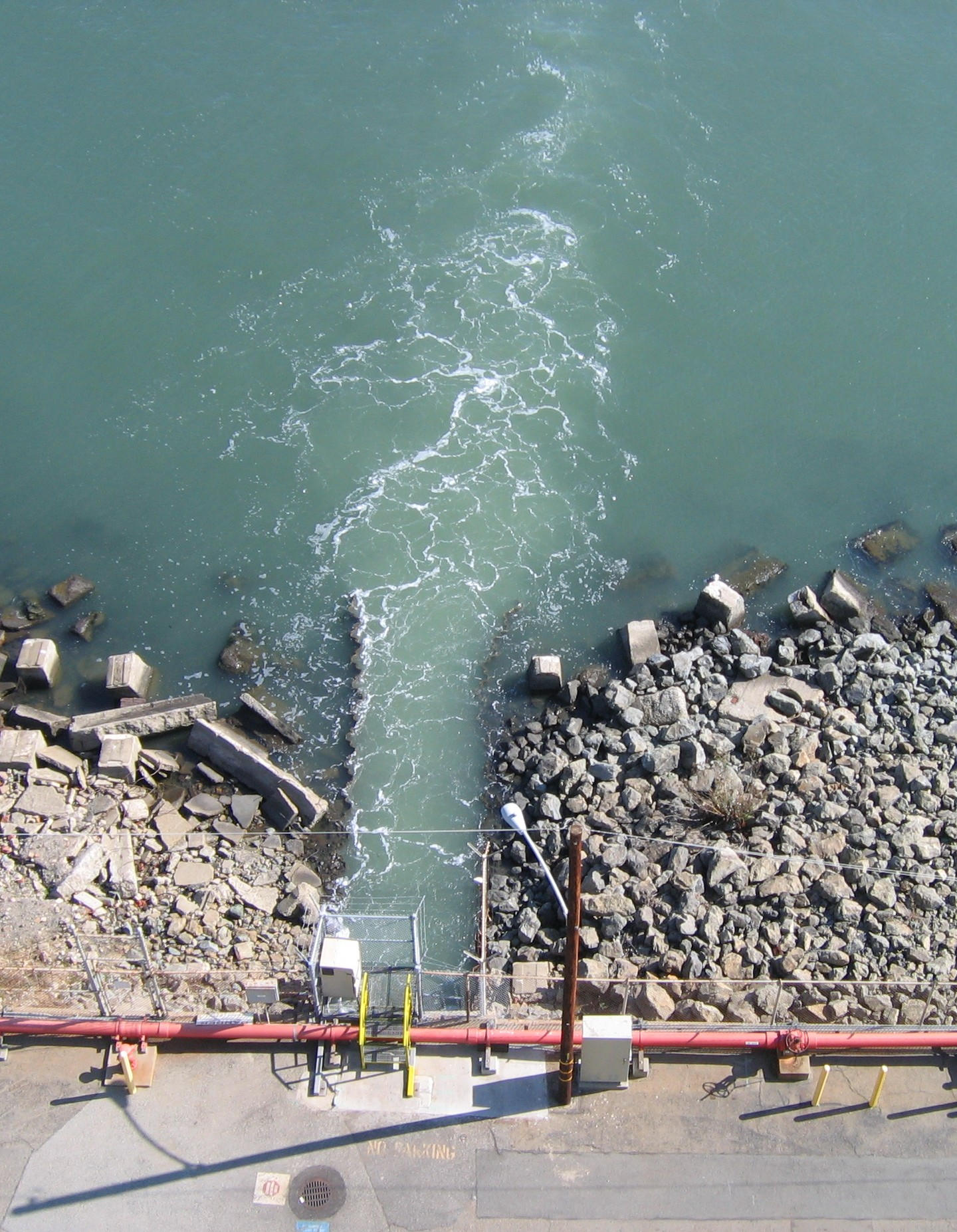
Vypouštění tepelně znečištěné vody v San Francisco Bay z Potrero Generating Station

Nejzávažnější je kontaminace vody sloučeninami dusíku a fosforu. Zemědělství se na tomto stavu podílí v průměru 40 % u dusíku a 32 % u fosforu. Vody jsou znečišťovány také při používání, skladování, přepravě a likvidaci nepoužitých pesticidů. Splavováním průmyslových hnojiv srážkami a při erozi půdy (často vlivem chybné agrotechniky) dochází ke kontaminaci povrchové vody. Přebytek dusíku dodávaného zemědělci formou hnojiv, který rostliny nevyužijí a je z půdy vyplaven do vody, představuje množství cca 45 kg na hektar.[zdroj?] Podle zdrojů blízkých zemědělství je toto množství výrazně menší: „…Vyplavování fosforu z půdy je velmi malé a ročně se takto ztratí u půdy lehké 3–5 kg, střední 2–3 kg, těžké méně než 2 kg P na ha. V erozních smyslech se dostává do povrchových vod a jezer. …“ Velmi významné je znečišťování vody fosforem v posledních desetiletích. Původní tvrzení, že fosfor ve vodě nepochází ze zemědělských hnojiv, protože pohyb fosforu v půdě je velmi pomalý, je prokazatelně vyvráceno. Přirozený obsah fosforu v půdě je však malý, a tak je naprosto nezbytné fosfor k dosažení výnosů doplňovat. Při dlouhodobých deštích nebo při průsaku mohou odpady ze silážních jam znamenat ohrožení vod v okolí. Vážné škody způsobují poškozená zemědělská zařízení nebo nesprávné nakládání s odpady.

### Průmyslová výroba a skladování
V 80. letech 20. století způsobilo poplach vysoké znečištění vod Severního a Baltského moře, kam tečou mj. i řeky z České republiky. Znečištění moří se projevovalo vysokým procentem nemocí živočichů (např. rakovina u ryb). U Labe na našem území se na počátku 90. let prokázala vysoká koncentrace kadmia, rtuti, arzenu, chrómu a stříbra. Nemocné ryby vyloví rybáři z české části Labe i dnes, především v sousedství Spolany Neratovice. Znečištění v důsledku průmyslové výroby lze označit jako externalitu.

### Těžba

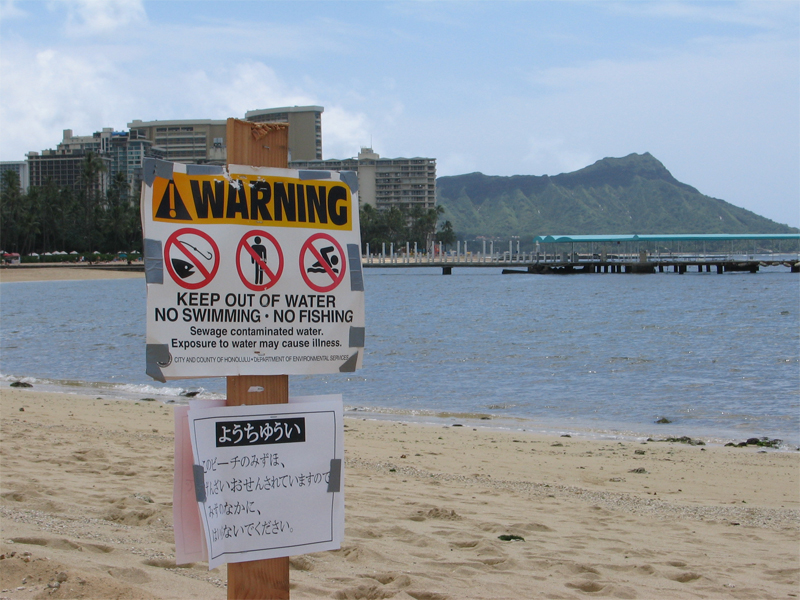
Waikiki – zákaz koupání a rybaření kvůli znečištění vody

Těžba nerostných surovin může znečišťovat vodní toky významnou měrou. Katastrofální zamoření povodí Dunaje kyanidy a těžkými kovy je známé z havárie při těžbě zlata v Baia Mare (Rumunsko) v lednu 2000. Při těžbě zlata je voda v řekách v Mongolsku znečišťována rtutí a dalšími jedovatými látkami.

### Přirozené zdroje znečištění
Znečištění vod způsobuje sopečná činnost, sesuvy půdy nebo vyplavování toxických látek z podloží, které vznikají při geologických dějích. Významným zdrojem znečištění může být také větší množství současně uhynulých organismů nebo zvyšování teploty vody v důsledku vysychání v období snížených vodních srážek.

### Havarijní znečištění
Havarijní znečištění je znečištění, které pochází z havarijních situací, nejčastěji úniků znečišťujících látek z průmyslu, skladování a dopravy, poruch a havárií na stokové síti nebo čistírně odpadních vod aj. Zákon o vodách č. 254/20001 Sb. v platném znění definuje havárii jako „…mimořádné závažné zhoršení nebo mimořádné závažné ohrožení jakosti povrchových nebo podzemních vod.“, kdy zároveň definuje povinnosti původce havárie a státních orgánů. Nejvýznamnější havárie na vodách v ČR od roku 1964 shrnuje web České inspekce životního prostředí. Do roku 1989 se vyskytovaly jak havárie úniku ropných látek, tak havárie v průmyslu s úniky těžkých kovů, kyanidů, fenolů a dalších toxických látek využívaných v chemickém a dalších typech průmyslu. Po roce 1989 se spektrum havárií změnilo zejména v průmyslu, kde se objevuje více havárií s únikem organických polutantů vč. persistentních. K největší havárii s únikem ropných látek pak došlo v roce 1980. Na úseku ropovodu u obce Bartoušov vznikla netěsnost potrubí světlosti 500 mm o velikosti cca 30 cm × 1 až 3 cm. Vzniklá netěsnost nebyla včas dispečerem dálkovodu identifikována a celý úsek byl pod tlakem minimálně 6 hodin. Celkový únik byl později vyčíslen na 6 000 t ropy. Z terénu unikala ropa do mokřadu a následně do Šlapanky a Sázavy. V roce 2020 došlo k havarijní situaci na řece Bečvě i způsobené únikem toxických látek s následným masivním úhynem ryb. Tato havárie měla značný ohlas mezi odbornou a laickou veřejností a vyvolala požadavky na úpravu legislativy v oblasti havárií na vodách, které vedly následně k úpravě vodního zákona.

## Příčiny znečištění vody
Specifikace znečišťujících látek vedoucích k znečištění vody zahrnuje široké spektrum patogenních chemických, fyzických nebo smyslových změn, jako jsou zvýšená teplota, pach a zabarvení. Zatímco mnohé z chemických látek, které způsobují znečištění, se ve vodě vyskytují přirozeně (vápník, sodík, železo, mangan atd.), jejich koncentrace je často klíčová při rozhodování, co je přirozenou součástí vod, a co je kontaminací.
Vyčerpání zásoby kyslíku může způsobovat mnoho přírodních materiálů, např. rostlinné zbytky (listí, tráva aj.), stejně jako lidmi vyrobené chemikálie. Ostatní přírodní a antropogenní látky mohou způsobit zákal, který zabraňuje pronikání světla, narušuje růst rostlin a způsobuje onemocnění žaber některých druhů ryb.
Mnohé z chemických látek jsou jedovaté. Patogeny mohou způsobovat choroby mezi lidskými nebo zvířecími hostiteli. Mezi změny fyzikálních vlastností patří změna kyselosti, elektrické vodivosti, teploty a dále eutrofizace. Eutrofizace je zvýšení zásoby živin.

### Chemické a další kontaminující látky podle chemických a fyzikálních vlastností

#### Organické látky znečišťující vodu
- čisticí prostředky;
- dezinfekční přípravky přítomné v chemicky dezinfikované vodě, jako je pitná voda (např. chloroform);
- odpady ze zpracování potravin, které mohou obsahovat organické zbytky, tuky a maziva;
- insekticidní a herbicidní přípravky, obrovský rozsah organických solí;
- ropné deriváty a organické uhlovodíky včetně paliv (benzin, nafta, letecké palivo a topný olej) a maziv (motorové oleje) a vedlejší produkty hoření, odpady po přívalových deštích;[14]
- zbytky stromů a keřů z dřevozpracujícího průmyslu;
- těkavé organické sloučeniny (např. aromatické uhlovodíky) (VOC), jako jsou průmyslová rozpouštědla unikající kvůli nevhodnému skladování, chlorová rozpouštědla, která jsou těžší než voda a mohou klesat až na dno nádrže, protože nejsou schopna smíchat se s vodou a jsou hustší;
- různé chemické sloučeniny užívané v osobní hygieně a kosmetice;
- léky (např. hormony).[15]

#### Anorganické látky znečišťující vodu
- kyselost působená emisemi (kyselý déšť) z průmyslových závodů (zejména oxid siřičitý z elektráren);
- amoniak z rozkládajícího se odpadu z potravin;
- chemický odpad jako produkt průmyslu;
- hnojiva s obsahem živin – dusičnany a fosforečnany, které unikají se srážkami v zemědělské výrobě;[14]
- těžké kovy z motorových vozidel;[14][16]
- kyseliny používané při těžbě;
- nánosy (sedimenty) po výstavbě, vypalování nebo čistění pozemků.

#### Makrostrukturní znečištění
Znečištění velkými viditelnými složkami znečišťujícími vodu (trosky, komunální odpad)
- odpadky (např. papír, plasty nebo potravinářské odpady) smývané srážkami nebo vyvážené do vod;
- vraky velkých opuštěných lodí.

### Tepelné znečištění
Tepelné znečištění je nárůst nebo pokles teploty vody způsobené lidským vlivem. Tepelné znečištění způsobuje využití vody jako chladicí směsi v elektrárnách a průmyslových provozech. Zvýšená teplota vody způsobuje pokles hladiny kyslíku (což může zabíjet ryby) a ovlivňuje ekosystém. Městské odpady mohou zvýšit teplotu v povrchových vodách. Tepelné znečištění může být způsobeno také vypouštěním velmi studené vody na dně nádrží do teplejších řek.

## Významné polutanty a jejich působení

### Rtuť
Nejtoxičtější je rtuť ve formě organosloučenin (methylrtuť). V této podobě se nachází v rybách a organismus je schopen ji vstřebat téměř ze sta procent[zdroj⁠?!]. Rtuť sama o sobě není prudce jedovatá[zdroj⁠?!]. Avšak její sloučeniny mohou způsobovat neurologické poruchy, poruchy vidění, svalovou slabost, únavu, snižovat reprodukční schopnosti, procházet placentou a způsobovat psychomotorické poškození plodu.
Do vody se dostává rtuť při těžbě a zpracování nerostů, ale i jako odpad ze zdravotnictví. V České republice je nejvíce rtuti uvolňováno do vod z výroby chemických látek, přípravků, léčiv a chemických vláken – asi 76 % celkově ohlášených úniků. V roce 2006 bylo od integrovaného registru znečišťování ohlášeno více než dvojnásobné množství emisí rtuti oproti předchozím ohlašovacím rokům. Největší podíl (72 %) z celkového množství emisí rtuti do vod má Pardubický kraj.

### Aromatické uhlovodíky
Zdrojem arenů jsou černouhelný dehet a ropa (zvláště z Blízkého východu). Na vodní živočichy mohou působit mutagenně a karcinogenně.

### Polychlorované bifenyly (PCB)

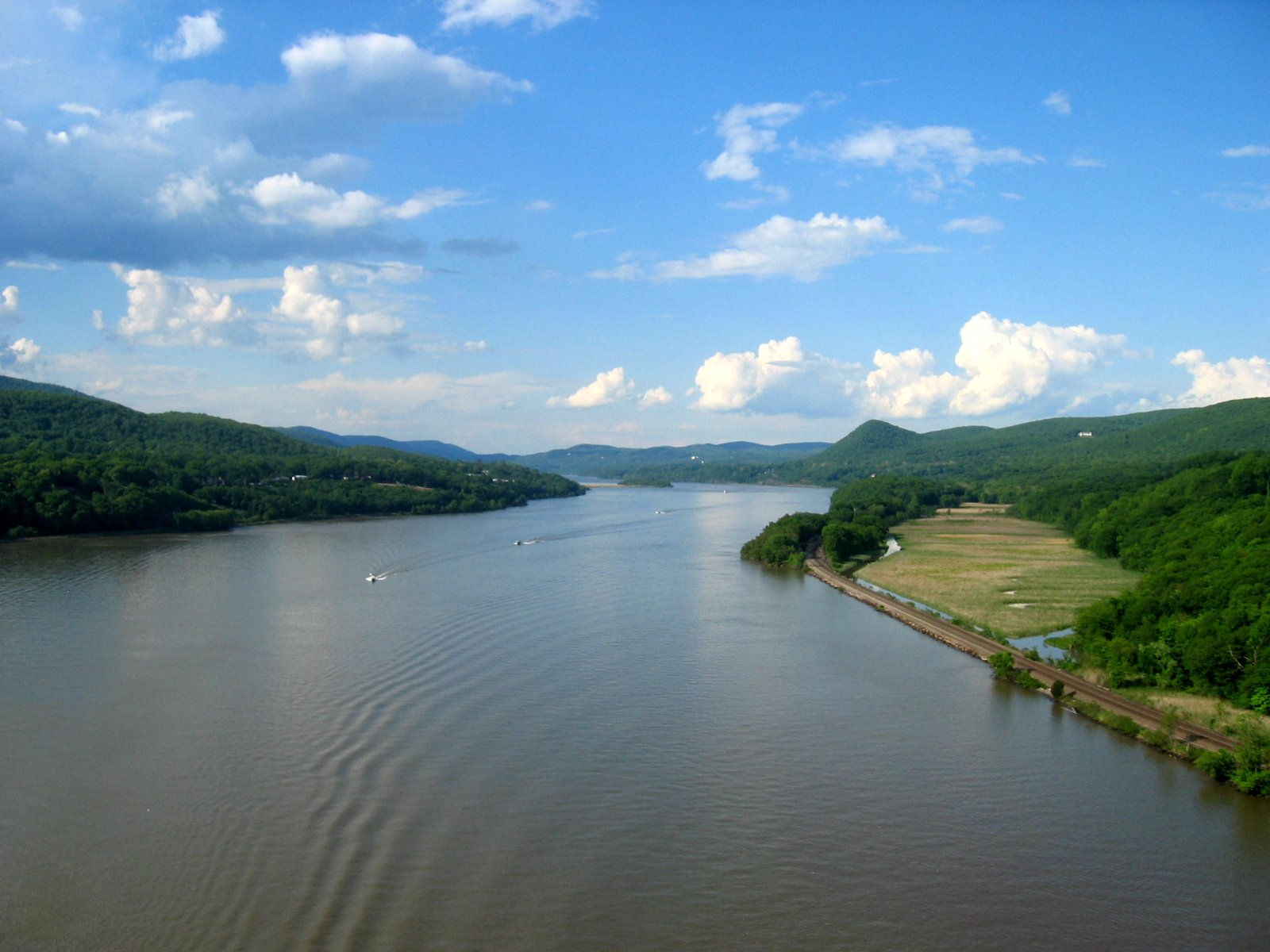
Pohled na řeku Hudson z mostu Bear Mountain Bridge

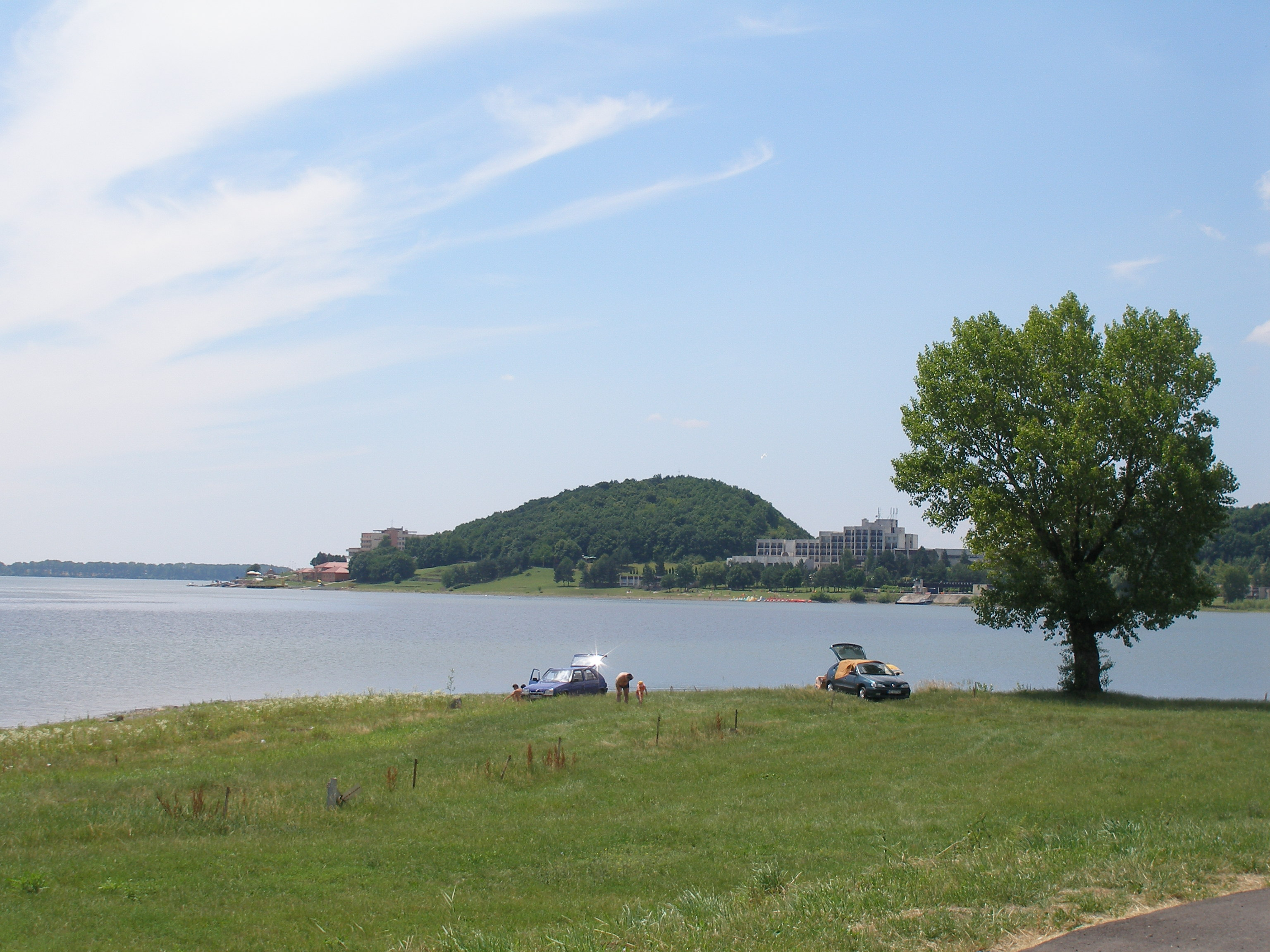
Pohled na přehradu Zemplínská šírava

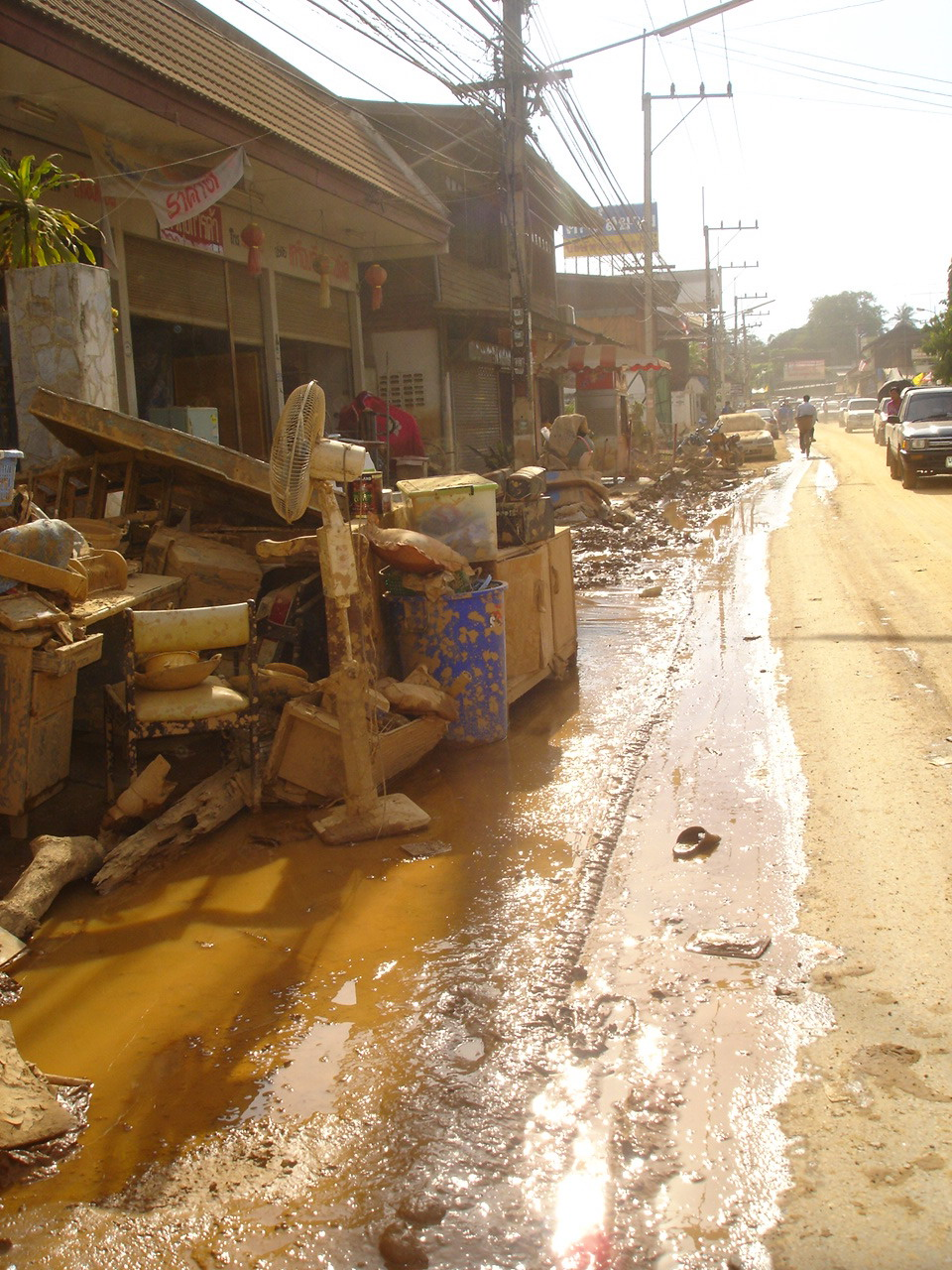
Nečistoty splavované deštěm do řeky (Laplae, Uttaradit)

PCB jsou uměle vyráběné sloučeniny od roku 1929. Průmyslově byly užívány zejména jako elektrická izolační kapalina v kondenzátorech a transformátorech a jako zhášecí prostředky. Polychlorované bifenyly jsou toxické pro ryby a jiné vodní organizmy. I při nízkých koncentracích byly u ryb pozorovány reprodukční a vývojové problémy. Vystavení se působení PCB může ohrozit mozek, oči, srdce, imunitní systém, ledviny nebo játra. Zatímco akutní toxicita je nízká, výrazně nebezpečnější je chronické vystavení nízkým dávkám (vzhledem k jejich schopnosti perzistence a bioakumulace) – rizika pro člověka jsou značná. Nejzávažnější jsou karcinogenní rizika a mají nepříznivé účinky na výkon imunitního systému. Tak snižují plodnost.

### Dusík

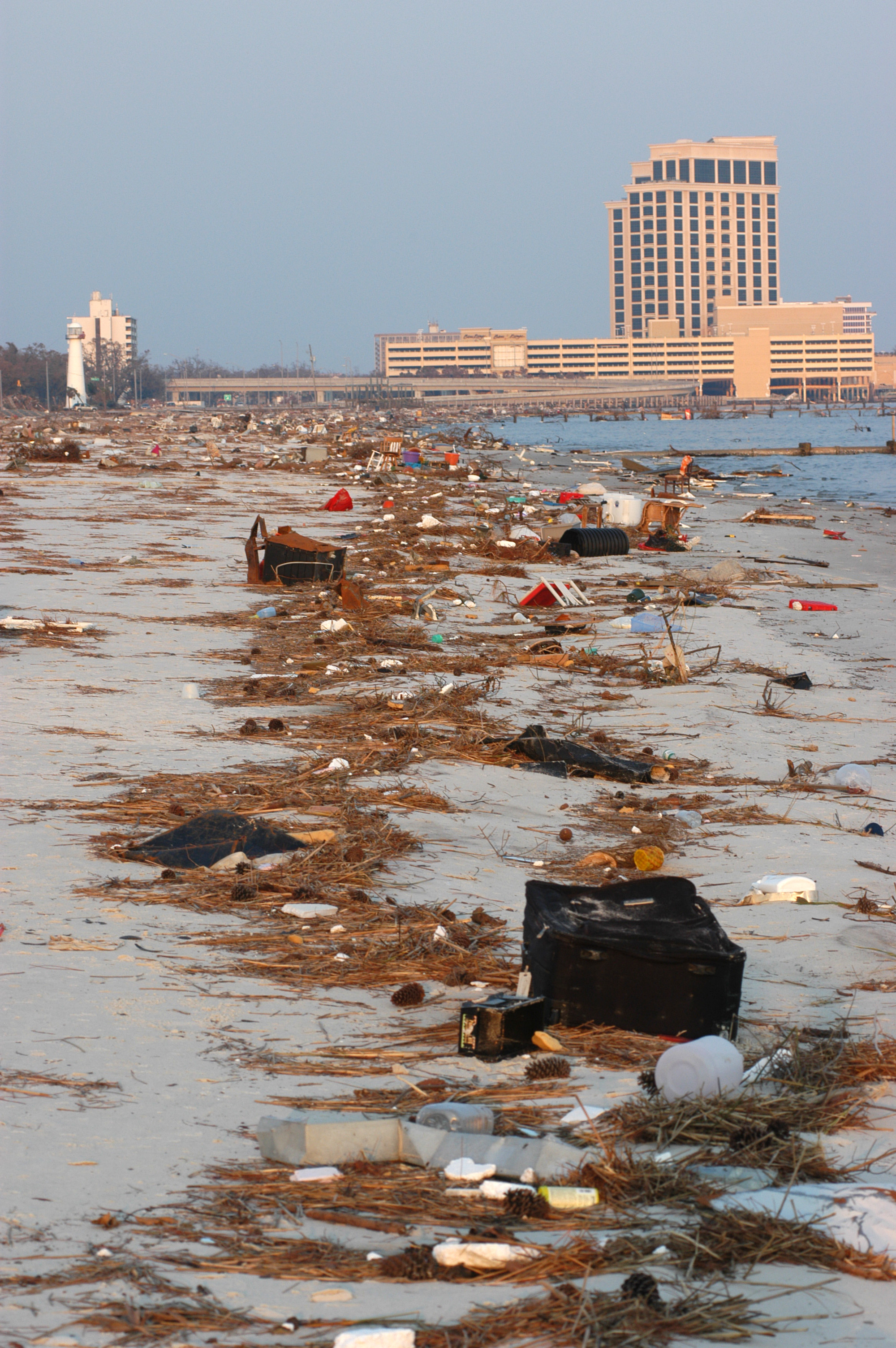
Znečištění pobřeží po hurikánu Katrina

Látky přispívající k celkovému obsahu dusíku v půdě a ve vodách jsou obsaženy zejména v průmyslových hnojivech a ve statkovém hnojivu. Uvolňování sloučenin dusíku zvyšuje obavy především proto, že způsobují eutrofizaci a přispívají k okyselování citlivých ekosystémů.
V České republice činilo za rok 2006 celkové množství ohlášených emisí dusíku do vody 3 093 150 kg, což je přibližně stejná hodnota jako v předchozích letech. Provozovny zabývající se výrobou chemických látek, přípravků, léčiv a chemických vláken mají na tomto množství podíl 82%. Z hlediska krajů bylo nejvíce dusíku vypouštěno do vod v Pardubickém (46 %) a Ústeckém kraji (26 %). Plošné zdroje znečištění (např. splachy z polí) jsou také významným zdrojem znečištění dusíkem, nejsou však evidovány v integrovaném registru znečišťování.

### Fosfor
Znečišťování vody fosforem je limitní pro eutrofizaci vod v ČR. K produkci biomasy je optimální, aby byl splněn stechiometrický poměr živin N : P = 16 : 1. Ve většině nádrží v ČR je poměr N : P podstatně vyšší než 16, proto je fosfor limitujícím prvkem eutrofizace. Zdrojem z znečištění fosforem je zemědělství, biomasa, a čisticí prostředky.
Na rozdíl od dusíku byl v roce 2006 výrazně patrný klesající trend množství ohlášených emisí do vod. Celkové množství za rok 2006 činilo 42 886 kg fosforu. Podle kategorií činnosti se na tomto množství podílela výroba vlákniny, papíru a výrobků z papíru, vydavatelství a tisk celými 47%, následovala výroba chemických látek, přípravků, léčiv a chemických vláken (32% fosforu) a nezanedbatelná je i výroba a rozvod elektřiny, plynu a vody (21%). Nejvíce emisí fosforu do vod je produkováno v Ústeckém kraji (51% fosforu celkového množství).
Pro znečištění vod fosforem je zásadní rozdělení vnosu fosforu z bodových zdrojů, tedy konkrétních výustí čistíren odpadních vod, stokových sítí, průmyslových závodů apod. a zdrojů nebodových, jako splachy ze zemědělských a jinak využívaných ploch. Podíl vnosu fosforu bodových a nebodových zdrojů je hodně závislý na charakteristice povodí a také třeba typu půdy. Bilance vnosu fosforu z bodových a nebodových zdrojů se liší v různých literárních zdrojích. Např. na ve studii na povodí jezera Erhai v Číně, bylo zjištěno, že hlavním zdrojem fosforu je chov dobytka a drůbeže a zemědělské nebodové zdroje. Znečištění obcí a turismu bylo zdrojem 10–20% fosforu. Bilance fosforu v povrchových vodách v povodí jezera Erie a řeky Ohio pak ukázala podíl nebodových zdrojů fosforu 50–93% dle situace v konkrétním povodí.

### Amoniak
Amoniak je důležitou součástí přírodního koloběhu dusíku a vytváří se při rozkladu organických materiálů, zvláště bílkovin. Suchozemští živočichové včetně lidí vyměšují přebytek dusíku ve formě močoviny.
Většina amoniaku uvolňovaného do atmosféry pochází z rozkladu živočišných a lidských odpadů. Vysoké hladiny hnojení dusíkatými hnojivy mohou způsobovat vyluhování velkých množství dusičnanů do spodní vody, která je pak buď nevhodná pro lidskou spotřebu, nebo vyžaduje nákladné úpravy, aby se koncentrace dusičnanů snížila na přijatelné hodnoty. Menší, člověkem vytvořené zdroje unikání amoniaku zahrnují hnojení a rozklad vegetace i odpadů, stejně jako některé průmyslové procesy.
Amoniak je jedním z plynů obsažených v kyselých deštích, které hrají důležitou roli v přepravě kyselých znečišťujících látek na velké vzdálenosti s negativním vlivem na vegetaci i živočichy.

### DDT
DDT je člověkem syntetizovaná organická sloučenina chlóru používaná jako insekticid k zabíjení řady hmyzích druhů. DDT je perzistentní organická látka, a proto stále přetrvává v životním prostředí i v oblastech, kde se již dlouho nepoužívá. Více než 50 % DDT zůstává v půdě ještě 2 až 15 let po jejím ošetření.
Je nacházen ve velkém rozsahu v zemědělských půdách k produkci potravin i v usazeninách.
DDT je toxické pro volně žijící živočichy, zvláště pro ryby a ptáky. Nejznámější jsou nepříznivé účinky na rozmnožovací schopnost ptáků, spojované se ztenčováním skořápek vajíček; nejvíce jsou ohroženi draví ptáci(viz DDT) Vzhledem k rozpustnosti v tucích a olejích se DDT stává součástí potravního řetězce. Koncentrace DDT a produktů rozkladu DDT v lidské tkáni od 70. let 20. století klesala díky celosvětovému omezování používání DDT. DDT a produkty jeho rozkladu, které jsou rovněž toxické a dokonce ještě stálejší než původní sloučenina, jsou všudypřítomné v potravinách a v životním prostředí a byly nalezeny i v arktické oblasti.

### Zinek
Zinek nepředstavuje pro člověka nijak významné riziko, ale je značně toxický pro ryby a jiné vodní organizmy. V České republice je podle integrovaného registru znečišťování nejvíce emisí zinku do vody ohlášeno z výroby chemických látek, přípravků, léčiv. Výroba chemických vláken se na celkovém množství podílela 86 %. Nejvíce zinku a jeho sloučenin je vypouštěno do vod v Ústeckém kraji – 89 % celkového množství.

### Dioxiny
Polychlorované dibenzodioxiny (PCDD) a dibenzofurany (PCDF) běžně označované jako dioxiny zahrnují asi 200 látek (tzv. kongenerů), které se liší počtem a polohou chlóru v molekule. Nejrozšířenější a nejjedovatější dioxin, TCDD (2,3,7,8-tetrachlordibenzopdioxin) obsahuje v molekule 4 chlory a jeho toxicita byla označena číslem 1 (ostatní dioxiny mají toxicitu vyjádřenou jako zlomek jeho toxicity). Dioxiny mají lipofilní charakter, vypouštěné do vody se zprvu drží na hladině (jsou ve vodě nerozpustné), kde se účinkem slunečního světla mohou částečně rozkládat. Poté se vážou na organické zbytky plovoucí ve vodě a postupně klesají ke dnu, odkud mohou být znovu vyplaveny.

### Kyanidy
Pokud se vyskytují kyanidy ve vodách, pocházejí obvykle z lidské činnosti. Často z povrchové a tepelné úpravy kovů. Kyanidy jsou velmi toxické pro ryby a ostatní vodní organizmy. V České republice podle IRZ nejvíce emisí pochází z výroby chemických látek, přípravků, léčiv a chemických vláken (74 %). Je patrný mírně vzestupný trend v emitovaném množství kyanidů. V roce 2006 byl nahlášen únik látky; při havárii uniklo okolo 600 kg kyanidů.

### Sinice

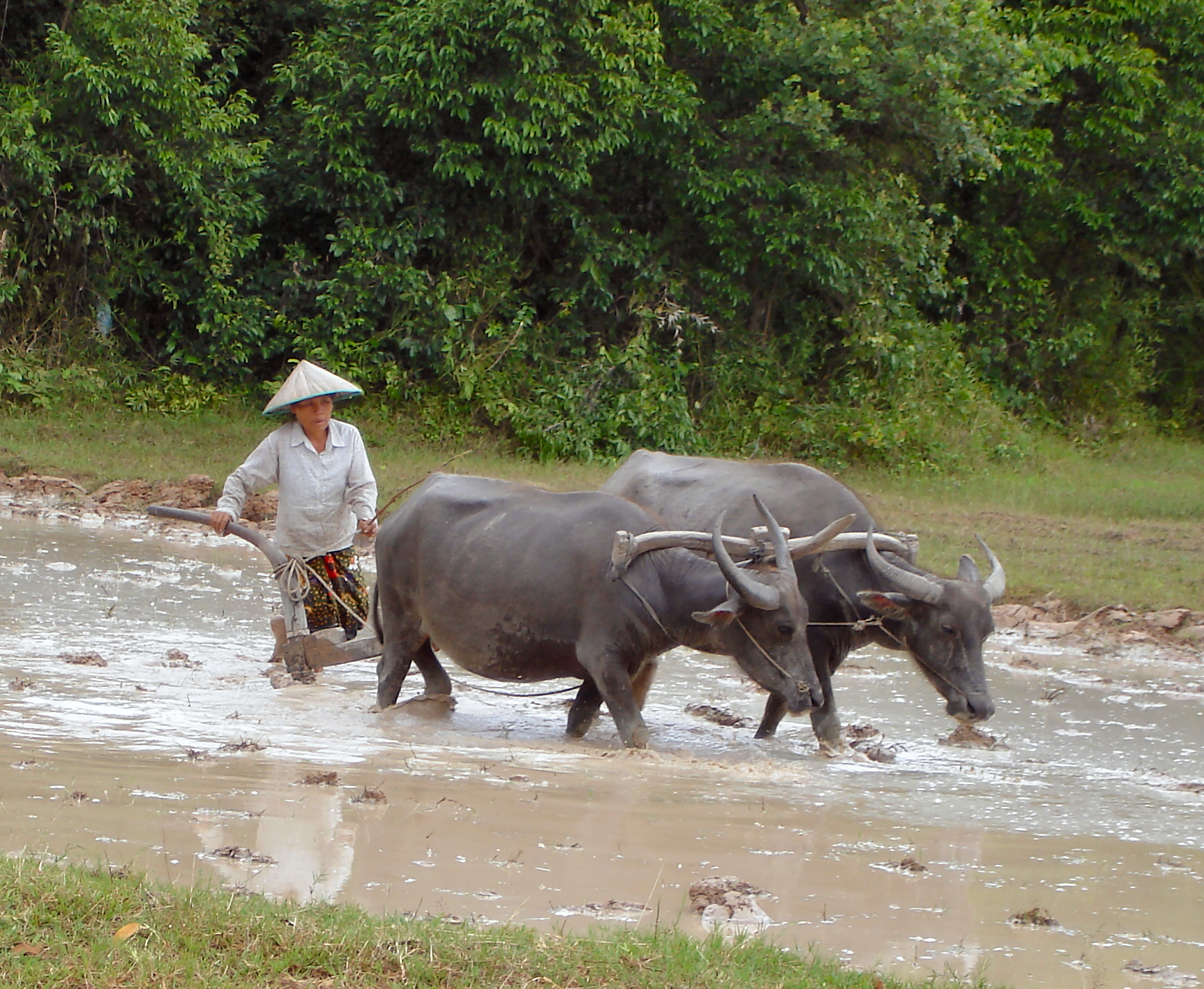
Zemědělství v Kambodži

V posledních letech dochází v České republice k neúměrnému přemnožení sinic – cyanobakterií, které jsou nebezpečné nejen pro vodní živočichy a rostliny, ale také pro zdraví obyvatel při rekreaci i vodárenském využití nádrží. Nejznámější jsou sinice planktonní, které tvoří na hladině tzv. vodní květy. Jejich toxiny mohou vyvolat řadu komplikovaných onemocnění, zejména při dlouhodobém požívání pitné vody z nesledovaných zdrojů se sinicemi nebo při delším koupání v zamořené nádrži.

### Patogenní bakterie
Koliformní bakterie jsou často užívaným indikátorem znečištění vody, i když samy nezpůsobují choroby. Mezi ostatní mikroorganismy, které někdy lze nalézt v povrchových vodách a které způsobují zdravotní problémy, patří:
- Cryptosporidium parvum
- Giardia lamblia
- Salmonella
- Novovirus a další viry
- parazitní červi (roupi, tasemnice)[27][28]

Vysoká úroveň patogenity může vyplynout z nedostatečně vyčištěné odpadové vody. Některá města mají také spojený kanalizační systém (dešťová a splašková kanalizace), do kterých mohou být vyplaveny odpadní vody při lijácích. Patogeny mohou pronikat do vody také vlivem špatně vedené zemědělské výroby.

### Radioaktivita
Výsledky hodnocení zatížení povrchových vod radioaktivními látkami ukazují, že se jakost vody v ČR zlepšuje. Například v profilu Ploučnice–Noviny v důsledku účinnějšího čištění odpadních vod z těžby uranu v období 1986–1989 a později zastavení hornické těžby v roce 1991. Radioaktivní znečištění vody vzniká v současnosti během těžby uranové rudy. Kapalné radioaktivní odpady jsou tvořeny především kontaminovanou podzemní vodou, neboť při hlubinné těžbě uranové rudy je nutné čerpáním snížit hladinu podzemní vody. Znečištěná voda může ohrozit zdroje pitné vody. Riziková je také půdní eroze hlušiny na haldách, které nebyly rekultivovány.

## Rozšiřování znečišťujících látek
Nejvíce vody znečišťujících látek je nakonec odváděno řekami do oceánů. V některých oblastech světa lze vysledovat stopy znečištění stovky mil od ústí s použitím hydrologických přepravních modelů. Pokročilé počítačový modely, jako je SWMM nebo DSSAM Model, byly použity na mnoha místech po celém světě ke zkoumání znečišťujících látek ve vodních systémech. Bioindikátory, mezi které patří druhy planktonu, byly například také použity ke studiu škodlivin v zátoce poblíž města New York. Nejvyšší toxicky znečištěný plankton je poblíž ústí řeky Hudson, asi 100 km na jih, protože je třeba několik dní na proniknutí do tkáně planktonu. Koncentrace se zvyšuje podle postavení v potravinovém řetězci. S každým stupněm v potravním řetězci stoupá koncentrace znečišťujících látek, jako jsou těžké kovy (např. rtuť), a perzistentních znečišťujících látek jako DDT.
Velké kroužící víry v oceánech jsou pastí pro plovoucí plastové úlomky. Ve velkém víru v severním Tichomoří se nachází znečištěná plocha, která je stonásobkem velikosti Texasu. Mnohé z předmětů skončí v žaludku mořských ptáků a zvířat. To má za následek zablokování trávicích cest, které vede ke snížené chuti k jídlu nebo dokonce smrti z vyhladovění.
Mnohé chemické látky procházejí hnilobnými změnami. Příkladně trichloretylen (používaný při průmyslovém odmašťování kovů a elektroniky) a tetrachloretylen, které se používají při čištění v průmyslu (pomocí CO2 nejnovější pokroky v při čištění umožňují vyhnout se užívání chemických látek); obě tyto chemické látky, které jsou karcinogenní, procházejí částečným rozkladným procesem, který vede ke vzniku nových nebezpečných chemických látek (včetně dichlorethenu a vinylchloridu). Existují různé sekundární efekty plynoucí nikoli z původní látky, ale ze změněných stavů. Příkladem jsou u vodních elektráren znečištěné plochy povrchu vody, vodní hladiny – znečištění může bránit pronikání slunečního světla vodním sloupcem a brzdit fotosyntézu.
O čištění oceánů a řek, které do nich ústí, usiluje společnost The Ocean Cleanup.

## Metody stanovení znečištění vody

### Dálkový průzkum Země
Technologie SAR a ASAR 
SAR je typ radaru, který může být použit k detekci znečištění vodních ploch látkami, které vytvářejí skvrny při povrchu (typicky uhlovodíky). Příklad takového použití dokládá projekt monitoringu ropných skvrn při pobřeží Norska. Radary SAR byly a jsou využívány na více typech družic. ASAR – Advanced Synthetic Aperture Radar navazuje na monitoring senzory SAR používanými ESA. Vylepšeno je pokrytí, snímané úhly, polarizace a mody práce.

### Fyzikální vyšetření
Testuje se teplota vody, koncentrace sušiny a zákal.

### Chemické testy
Vzorky vody lze zkoumat metodami analytické chemie. Určuje se pH vody, biochemická spotřeba kyslíku (BSK5), chemická spotřeba kyslíku (CHSK), živiny (sloučeniny dusíku a fosforu), kovy (např. měď, zinek, kadmium, olovo a rtuť), oleje a maziva, ropné uhlovodíky a pesticidy.

#### Kvantitativní analýza
Kvantitativní analýza je metoda, kterou se zjišťuje množství neznámé látky v roztoku.

#### Kvalitativní analýza
Kvalitativní analýza je soubor metod, jimiž se zjišťuje výskyt neznámé látky v roztoku.

### Biologické testování
Ke sledování stavu vodního ekosystému se využívá testování rostlin, živočichů a sledování mikrobiologických ukazatelů.

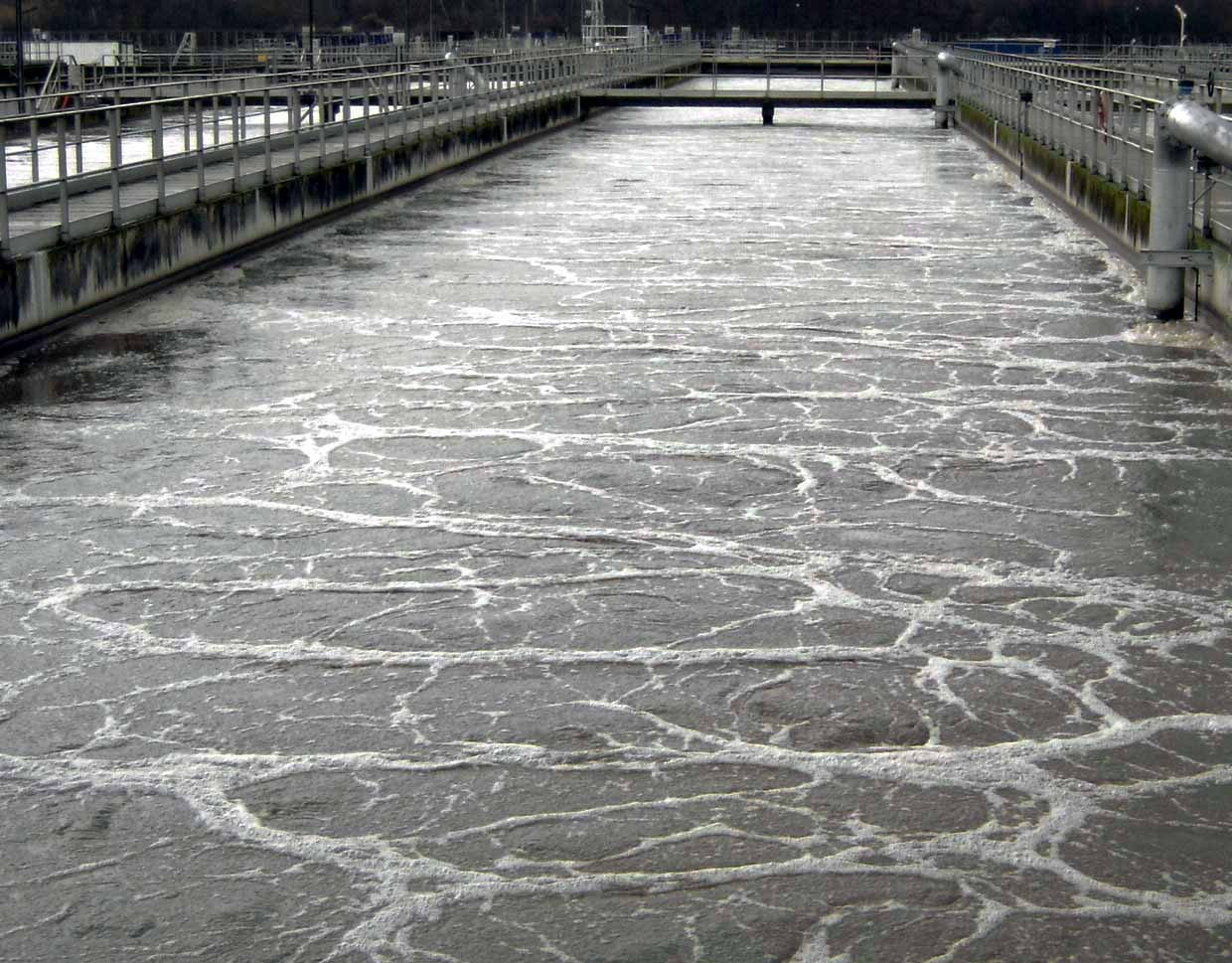
Čisticí stanice, provzdušňovací nádrž

#### Mikrobiologický rozbor vody
Mikrobiologický rozbor vody je založen na sledování možného výskytu bakterií s možným patogenním vlivem na člověka. Mezi základní stanovované organismy patří Escherichia coli, koliformní bakterie, enterokoky a klostridia.
Escherichia coli upřesňuje znečištění fekálního charakteru, koliformní bakterie signalizují nedostatečnou úpravu, dodatečnou kontaminaci při distribuci, výskyt enterokoků je považován za citlivý údaj, protože se ve vodě nemnoží a nejsou rezistentní a indikují tak čerstvé fekální znečištění, anaerobní klostridia indikují fekální znečištění dlouhodobého charakteru.

#### Měření potenciální produktivity
Eutrofizaci povrchových vod je možné stanovit podle tzv. potenciální produktivity rozvoje. Tedy zhodnocením bujení organismů, které by v testovaném vzorku vody mohlo nastat za optimálních podmínek. Stanovení trofického potenciálu se provádí biotestem spočívajícím v kultivaci zelené řasy Scenedesmus quadricanda za standardních podmínek (osvětlení, teplota, přívod CO2 apod.) a ve sledování její růstové odezvy.

## Snižování znečištění vody
Základním způsobem snižování znečištění odpadních vod je dovádění a čištění odpadních vod, jak z domácností (tzv. splaškové vody), tak z průmyslu. V integrovaném řešení problematicky znečištění vody je však třeba myslet také na znečištění ze zemědělství nebo odlehčování odpadních vod z jednotných kanalizačních sítí.

### Snižování znečištění odpadní vody z domácností
Ve městech jsou městské odpadní vody odváděny kanalizací a čištění je typicky řešeno čistírnami odpadních vod. Jsou navrženy a provozovány systémy (s druhotným zpracováním nebo lepším), které mohou odstranit 90 % nebo více znečišťujících látek. Nejsou určeny k odstranění toxických látek, které jsou součástí průmyslových odpadních vod.
Domy nebo podniky, které nejsou napojeny na městskou čistírnu odpadních vod, musí být vybaveny domovní čistírnou odpadních vod, popř. může být odpadní voda akumulována a odvážena na čistírnu odpadních vod. Bezodtoková jímka, která slouží k dočasnému uskladnění odpadní vody a fekálií a musí se pravidelně vyvážet, se nazývá žumpa. Dříve byly rozšířeny tzv. septiky, které umožnovaly jednoduché předčištění odpadních vod a jejich následné vypouštění. Tato praxe je v ČR zakázána.

### Snižování znečištění odpadní vody z průmyslu
Některá průmyslová zařízení produkují vody složením a koncentrací podobné splaškovým vodám z domácností, které mohou být čištěny v běžné čistírně odpadních vod. Do běžné stokové sítě ale mohou být odváděny jen vody, které splňují limity stanovené v kanalizačním řádu daného kanalizačního povodí. Pokud složení odpadních vod znečišťovatele těmto limitům neodpovídá a kapacita čistírny odpadních vod to umožňuje, může si producent znečištění a provozovatel veřejné kanalizace sjednat individuální navýšené limity za vyšší cenu, která odpovídá navýšení nákladů na čištění více znečištěných vod. Producent odpadních vod může také přímo u zdroje zbudovat předčištění odpadních vod na limity kanalizačního řádu. Toto se týká průmyslových odvětví, která vytvářejí odpadních vod s vysokou koncentrací znečišťujících látky jako např. oleje a maziva a toxické látky (např. těžké kovy, těkavé organické sloučeniny) nebo nebezpečné znečišťující látky, jako je čpavek. Dále se často jedná o potravinářský průmysl, kde se sice produkují látky bez toxického efektu, ale takové, které by přetěžovaly komunální čistírnu odpadních vod. Průmysl vytvářející velké objemy odpadních vod obvykle provozuje vlastní čisticí systémy. Zvláštním typem znečištění průmyslových odpadních vod je znečištění tepelné. Ohřátá voda zejména z elektráren nebo výrobních závodů může být vyčištěna v chladicí nádrži, chladicí věži, dalším využitím tepla v závodě, domácnostech apod.

### Snižování znečištění z odlehčení na jednotné stokové síti
Odlehčovací komory či jiné objekty s odlehčením za deště produkují do povrchových vod znečištění různými duhy látek. Může se jednat např. o některé organické mikropolutanty či těžké kovym léky, drogy či mikropolutanty a mikroplasty, dále pak škodlivé součástí z atmosféry jako např. polycyklické aromatické uhlovodíky z výfukových plynů, polychlorované bifenyly), smyvy z vozovek a dalších znečištěných ploch jako polycyklické aromatické uhlovodíky z pohonných hmot, kadmium, zinek a polychlorované bifenyly z opotřebení pneumatik, pesticidy z údržby zeleně nebo také střešních materiálů (meď, zinek).
Ke běžnému znečištění s akutními projevy patří deficit rozpuštěného kyslíku ve vodě způsobený mikrobiálním rozkladem lehce rozložitelných organických látek a nitrifikací, toxické účinky amoniaku na citlivé vodní organizmy (zejména mladé ryby) či zákal, který rovněž negativně působí na ryby. Nežádoucí je i hygienické znečištění patogenními organizmy, a to zejména vod využívaných jako zdroje pitné vody či k rekreaci. Nárazová zaústění vysokých odlehčených průtoků do vodních toků vedou k erozi jejich koryt, jsou provázena transportem sedimentů a působí hydraulický (hydrobiologický) stres pro vodní organizmy.
Pro zlepšení stavu vodních toků je žádoucí hospodařením se srážkovými vodami v území co nejvíce snížit nátok srážkové vody do jednotné kanalizace a tím přepady z odlehčovacích komor či odvádět co nejvíce znečištění za deště na ČOV pomocí retence ve stokové síti a v nádržích. Základním opatřením je proto důsledné dodržování zásad správného hospodaření s dešťovými vodami (blíže viz Zachycování dešťové vody) nebo Využití dešťové vody pro účely, jako je zalévání zahrady nebo splachování WC.
Snížení znečištění z odlehčení na jednotné stokové síti je možno realizovat i správným návrhem odlehčovacího objektu a dále pak využitím separačních zařízení, jako jsou česle nebo hydrocyklony, které mohou pomoci oddělit pevné částice ze splaškových vod. To snižuje množství pevných látek, které jsou vypouštěny do povrchových vod a zejména estetického znečištění pevnými odpady. Konstrukce odlehčovacích objektů a separačních zařízení je blíže popsána na stránce Odlehčovací komora.

## Znečištění podle kontinentů

### Asie

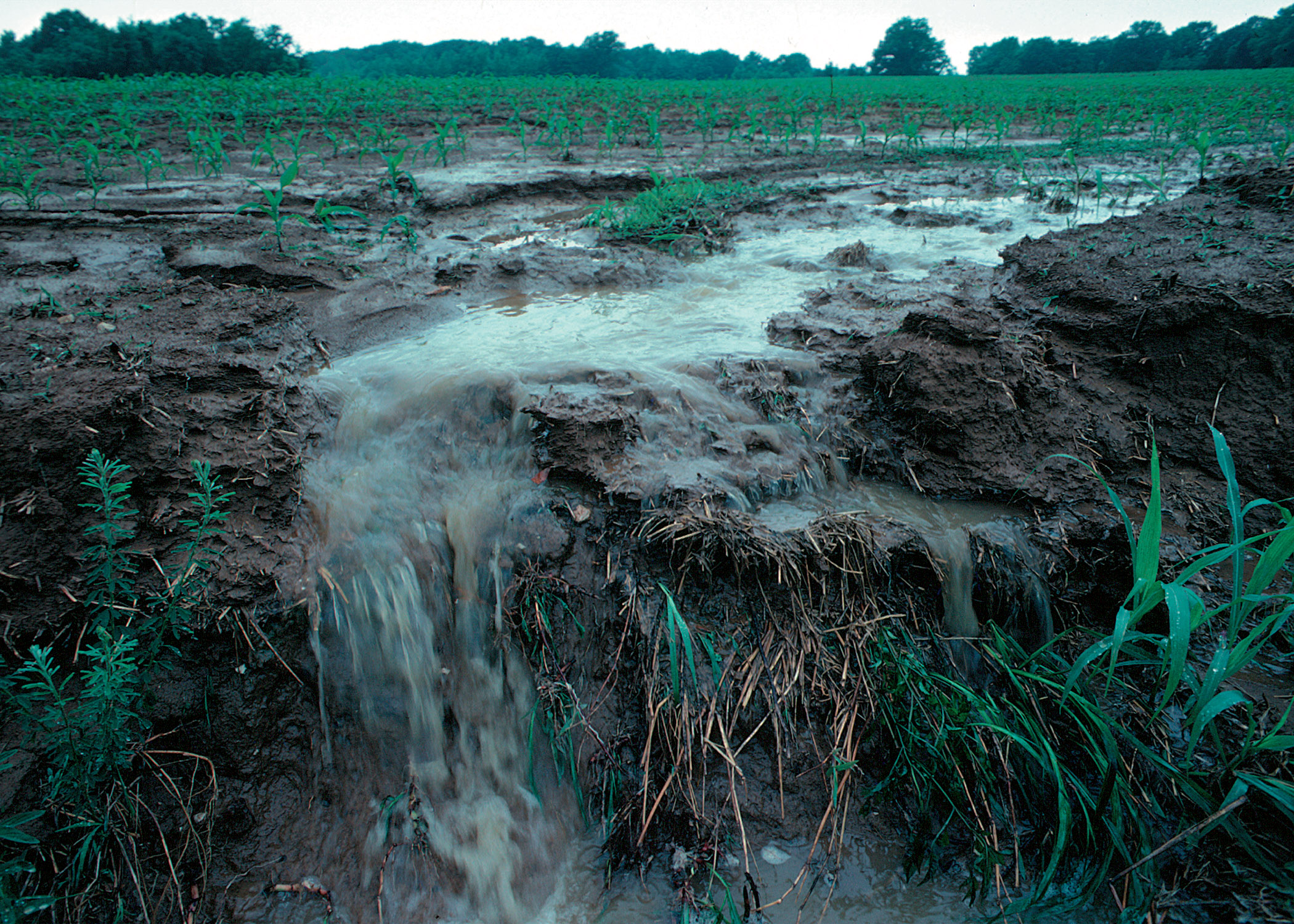
Hnojivo a pesticidy jsou splavovány do potoků a řek

Jižní Asie (zejména Indie) a jihovýchodní Asie se potýkají se závažným znečištěním vody. Řeky Chuang-che, Ganga, Amudarja či Syrdarja patří mezi nejznečištěnější na světě. Jen do čínské řeky Jang-c’-ťiang je ročně vypuštěno asi 14 miliard tun odpadních vod.

### Amerika
Do amerických vod je ročně vypouštěno až 45 miliard hektolitrů odpadních vod; V USA je zaznamenáno až 12-18 milionů případů bakteriálního onemocnění v důsledku nekvalitní pitné vody.

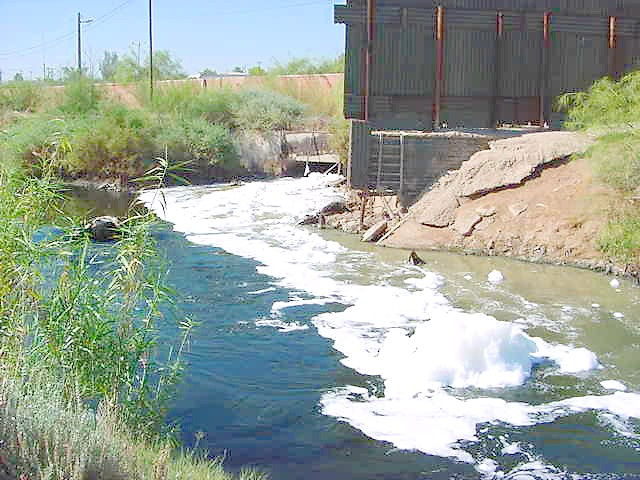
Znečištění New River v Kaliforinii

### Evropa

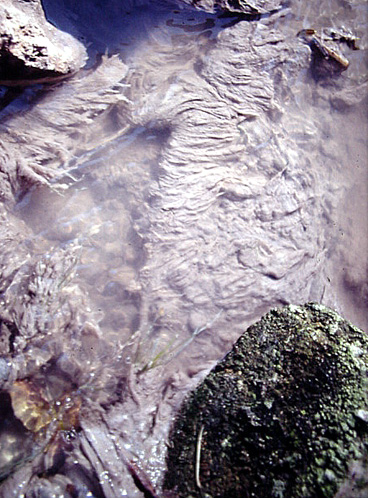
Znečištění vody vrstvou bakterií v řece Aa (Francie, poblíž zařízení na výrobu papíru v letech 1980–1990)

Neúměrné zátěže v podobě organických látek, dusíku a fosforu, v 70. a 80. letech 20. století vedly k eutrofizaci moří, jezer a podzemních vod po celé Evropě. Hlavním zdrojem dusíku jsou hnojiva splachovaná ze zemědělské půdy; fosfor pochází z odpadních vod z domácností a průmyslu.

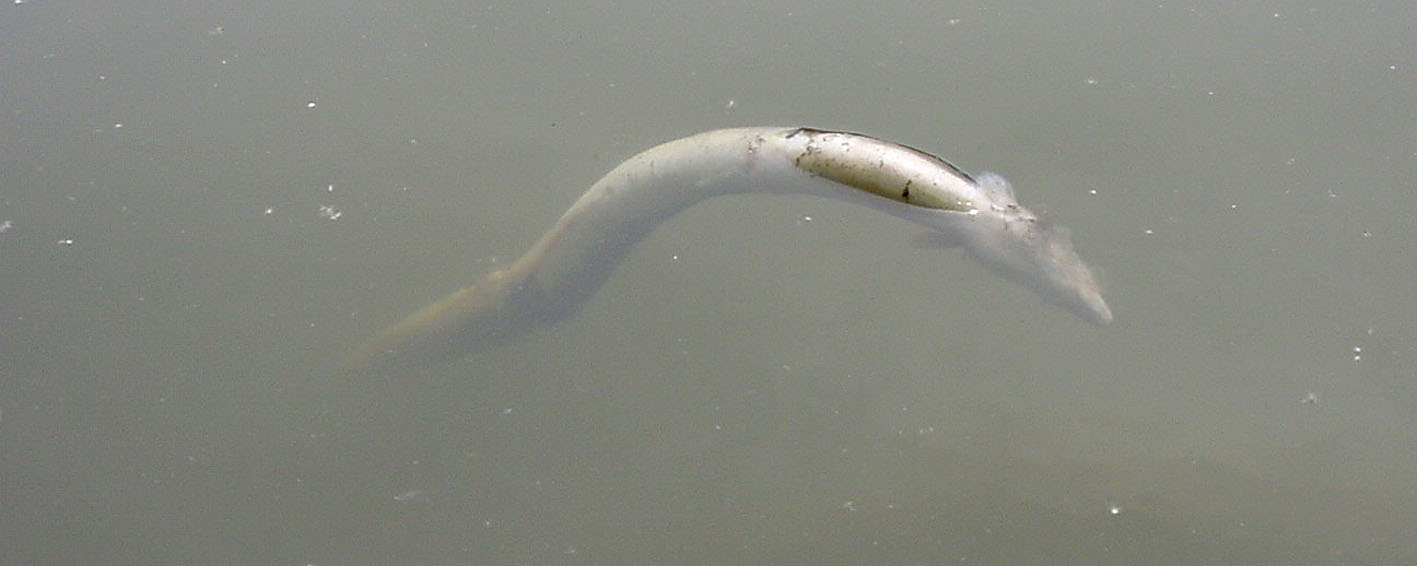
V otrávené řece vyšší organismy nepřežijí

Znečištění podzemních vod představuje další problém, spojený hlavně s pesticidy a dusičnany ze zemědělství. Vypouštění fosforu z městských čistíren odpadních vod se výrazně snížilo převážně díky vyžadování čističek odpadních vod u větších obcí. Od začátku 21. století je zjevný posun v technologiích a fosfáty v pracích a čisticích prostředcích jsou více nahrazovány, takže se koncentrace fosforu v jezerech ve srovnání s vysokými hodnotami z konce 20. století snížily.[zdroj⁠?!]
Na subregionální úrovni se kvalitou vody zabývají různé směrnice EU. Další zlepšení lze očekávat v souvislosti s investicemi do nové infrastruktury, aby byly splněny požadavky směrnic.
Co se týče lodní dopravy v Evropě, ta je považována za ekologicky šetrný způsob přepravy, ovšem při nedodržování norem může být její dopad na životní prostřední značný. Během 70. a 80. let 20. století stoupl objem dopravy po moři. To vedlo ke zvýšení emisí SO2 (na námořní dopravu připadá 10–15 % z celkových emisí).[zdroj⁠?!]
Znečištění z pozemních zdrojů je v mnoha oblastech stále vážné. Mnoho jaderných elektráren rozmístěných po celé Evropě se nachází na pobřeží nebo u velkých řek kvůli potřebě množství vody na chlazení. Asi 150 vyřazených ponorek chátrá v přístavech na poloostrově Kola a na Kamčatce.[zdroj⁠?!] Na druhou stranu Helsinská komise na ochranu moří (HELCOM) tvrdí, že baltickému mořskému prostředí nehrozí v souvislosti s chemickou municí či jadernými látkami žádné nebezpečí.[zdroj⁠?!] Podařilo se však dosáhnout i významných úspěchů: koncentrace dusičnanů klesly v pobřežních oblastech Severního moře o 25 %. Také došlo ke snížení průměrných koncentrací fosfátů v některých regionech, kam patří Skagerrak, Kattegat a pobřežní pás Nizozemí.
Aby nedocházelo ke znečištění vod, jsou přijímána celosvětová regionální a národní opatření. Například mezinárodní smlouvy OSPAR, HELCOM a Akční plán pro Středozemí. Evropský registr znečištění (registr na www.prtr.ec.europa.eu také EPER dokumenty na //www.eper.ec.europa.eu/zaznamenává úniky znečištění v EU. K dispozici je i mapa, z níž je zřejmé, že nejvíce znečišťována je patrně střední Evropa (Holandsko, Německo, Francie, Itálie); data ohlášených znečištění jsou z roku 2004. Základním rámce pro regulaci v oblasti znečištěních vod v EU je Rámcová směrnice o vodách, která definuje základní cíle a metody v oblasti ochrany vod. Konkrétní legislativní požadavky na čištění komunálních odpadních vod pak obsahuje Směrnice Rady 91/271/EHS ze dne 21. května 1991 o čištění městských odpadních vod. Tato směrnice prošla v letech 2023-2024 posouzením a následnou novelizací.

### Arktida
Oteplování a v posledních letech zvýšený rekreační i komerční rybolov vytvářejí velký tlak. Řeky tekoucí na jih[zdroj⁠?!] jsou hlavními cestami, kudy se škodliviny dostávají do moře, zejména z Ruska. Na jaře se škodliviny ukládají ve sladkovodních systémech a posléze mohou být v mořském prostředí přenášeny tisíce kilometrů od zdroje cirkulací moře. Škodliviny obsahují chemikálie ze zemědělství, z průmyslové výroby, ropného průmyslu nebo radionuklidy z jaderných testů a vojenských aktivit.[zdroj⁠?!]

## Znečištění vody v Česku
Integrovaný registr znečišťování (IRZ) shromažďuje údaje o průmyslovém znečišťování vodních toků v České republice, které jsou veřejně přístupné.
| Hlášené úniky znečištění v ČR za rok 2006 – četnost |                    |
| Název látky                                         | četnost znečištění |
| Rtuť a sloučeniny (jako Hg)                         | 18                 |
| Zinek a sloučeniny (jako Zn)                        | 15                 |
| Arsen a sloučeniny (jako As)                        | 14                 |
| Měď a sloučeniny (jako Cu)                          | 14                 |
| Celkový dusík                                       | 13                 |
| Celkový organický uhlík                             | 14                 |

| Hlášené úniky znečištění v ČR za rok 2006 – množství |                   |
| Název látky                                          | Množství (kg/rok) |
| Chloridy (jako celkové Cl)                           | 47 873 101        |
| Celkový organický uhlík                              | 3 795 190         |
| Celkový dusík                                        | 3 093 150         |
| Celkový fosfor                                       | 42 886            |
| Fluoridy (jako celkové F)                            | 33 152            |
| Zinek a sloučeniny (jako Zn)                         | 30 741            |
| Halogenované organické sloučeniny (jako AOX)         | 29 870            |
| Kyanidy (jako celkové CN)                            | 3 064             |

Dle kategorie činnosti bylo nejvíce hlášení emisí látek do vody z výroby chemických látek, přípravků, léčiv a chemických vláken (29 %) a z výroby a rozvodu elektřiny, plynu a vody (24 %).

### Ohrožení čistoty vod při povodních v roce 2002
Povodně, které zasáhly Českou republiku v roce 2002, zaplavily i areály některých chemických a dalších závodů. Částečně byl zaplaven areál chemičky Spolana Neratovice včetně výroby chlóru, amalgámové elektrolýzy kontaminované rtutí a objektů kontaminovaných dioxiny. Kromě znečištění komunálními splašky tak hrozilo vážné znečištění Labe a Severního moře chemickými látkami odpadem z desítky let neřešené havárie ve Spolaně. V Plzni hasiči zasahovali u tří případů úniku pohonných hmot ze zatopených garáží a aut. Zaplavené čističky odpadních vod byly na řadě míst i po povodni nefunkční, např. odpadní vody z Plzni odtékaly jistou dobu nečištěné do Berounky. V Litoměřicích vyplavila řeka Labe kalové jámy Litomeřické koželužny. V Ústí nad Labem a Lovosicích byly zaplaveny chemičky Lovochemie a Spolchemie. Vltavu znečistilo asi 132 tun oleje ze strojoven přehrad Orlíku a Kamýku.